# Kościół Wniebowzięcia Najświętszej Maryi Panny w Żabbar
Kościół Wniebowzięcia Najświętszej Maryi Panny, zwany potocznie kościołem Matki Bożej ta' l-indirizz (malt. Il-knisja ta-Santa Marija ta’ l-indirizz, ang. Church of Saint Mary ta’ l-indirizz) – rzymskokatolicki kościół w Ħaż-Żabbar na Malcie.
Świątynia ta poświęcona jest Wniebowzięciu Maryi, znana jest pod nazwą "ta’ l-indirizz" (wiodący ku wiecznemu zbawieniu), i jest jedynym kościołem na Malcie, który posiada ten tytuł. Znajduje się w jednej z najstarszych dzielnic Żabbar. Na Malcie istnieje kościół pod wezwaniem o zbliżonym źródłosłowiu: Matki Bożej Hodigitria (Madonna ta’ Itria) co oznacza „wskazująca Drogę (do zbawienia)”. 

## Historia
Dokładna data budowy pierwszej kaplicy na tym miejscu nie jest znana. Papieski wizytator Pietro Dusina nie wspomina w swoim raporcie z wizyty w Żabbar w 1575 o jakiejkolwiek kaplicy w tym miejscu. Jednakże raporty z wizytacji biskupa Gargallo w 1600, a później biskupa Cagliaresa w 1615 wymieniają ten, i inne kościoły nie ujęte przez Dusinę, jako istniejące. W rzeczywistości, po wizycie w listopadzie 1600, biskup Gargallo napisał, że świątynia właśnie została odbudowana i powiększona przez Gaspare Testaferratę z Birgu. Oznacza to, że na miejscu obecnej kaplicy była inna, mniejsza i starsza. Gargallo zapisał, że kościół „miał jeden ołtarz z obrazem Matki Bożej i wszystkimi niezbędnymi przedmiotami, a nabożeństwo do niego było tak wielkie, że wielu ludzi nawiedzało kościół i zostawiało dary, a wieczna lampka przed obrazem Matki Boskiej świeciła się przez cały dzień. W wigilię święta śpiewano nieszpory, a w święto patronalne rozdawano żywność biednym”. Achille Ferres napisał, że w 1627 ten sam Gaspare Testaferrata zostawił pewną kwotę pieniędzy na utrzymanie kaplicy.
Podczas blokady Francuzów w latach 1798–1800 kościół służył tymczasowo jako parafialny, a to z powodu poważnego uszkodzenia kopuły kościoła Matki Bożej Łaskawej.

## Architektura

### Wygląd zewnętrzny

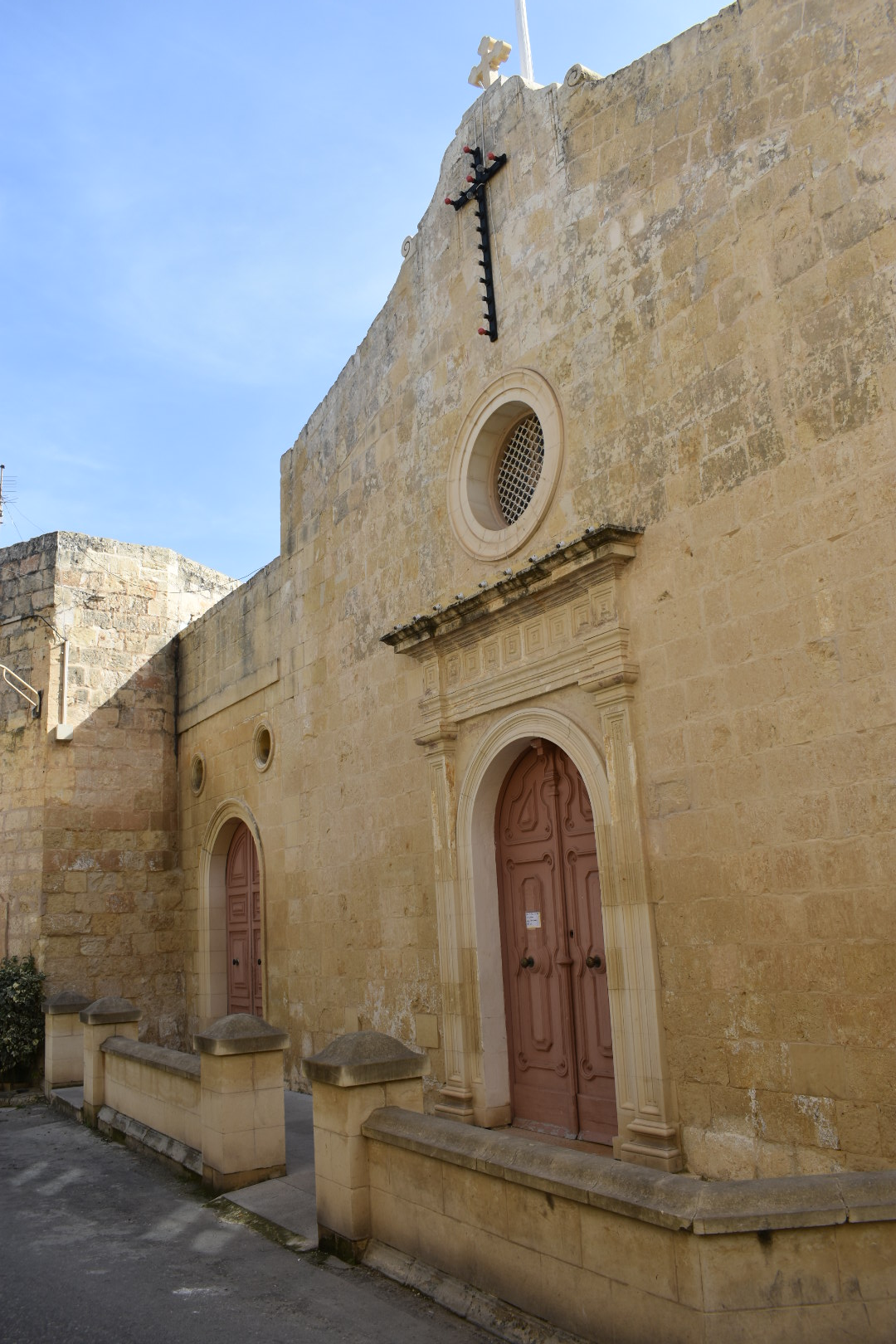
Fasada kościoła

Fasada kościoła jest prosta. Jej zachodnia, główna strona pozbawiona jest jakichkolwiek dekoracji architektonicznych. Główne wejście tworzą łukowato zakończone drzwi, z dwoma eleganckimi pilastrami po bokach, wspierającymi ozdobne belkowanie z kwadratowym motywem, oraz prosty gzyms. Ponad drzwiami okrągłe okno, doświetlające wnętrze. Fasada kończy się skośnym dachem i postumentem z krzyżem. Kilin pisze, że oryginalnie poniżej krzyża greckiego, którego ślady widać tuż pod krzyżem wieńczącym fasadę, były dwa otwory z zawieszonymi niewielkimi dzwonkami. Według niego styl drzwi nie pasuje do reszty budynku. Po prawej stronie kaplicy znajduje się kwadratowa w przekroju dzwonnica z początku XX wieku, z czterema niedużymi dzwonami, umieszczonymi na niej w 1904.
Na fasadzie znajdziemy również wydrapane graffiti, przedstawiające tartanę oraz przylegający doń krzyż, oznaczający popularne miejsce pielgrzymkowe.
Fasada kościoła została w 2013 odnowiona.

### Wnętrze
Wnętrze kościoła ma plan prostokąta, sklepienie kolebkowe podtrzymywane jest ośmioma łukami. W apsydzie, podobnej w stylu, lecz niższej i węższej od nawy, znajduje się kamienny ołtarz. 
W sklepieniu apsydy widoczny jest oszklony otwór, ponad którym na zewnątrz postawiona jest latarnia, doświetlająca wnętrze. Kaplica nie ma kopuły. Na ścianie za ołtarzem widoczna jest część okrągłego okna, zakrytego przez drewniane retabulum. W bocznych ścianach apsydy znajdują się wejścia do bocznych pomieszczeń, służących kiedyś jako zakrystia, dziś powiększone, używane są w celach katechetycznych. Nowy drewniany ołtarz oraz pulpit lektora ustawione zostały w 2009.
Ponad frontowymi drzwiami umieszczony jest galeria, do której dostęp jest przez dzwonnicę. Do lat pięćdziesiątych XX wieku znajdowały się tam organy, dziś zastąpione przez elektrofon.

## Dzieła sztuki
Na lewej ścianie kościoła znajduje się nisza Chrystusa Cierpiącego, na przeciwnej zaś mniejsza nisza z figurą św. Antoniego.
Na obu ścianach zawieszone są obrazy-stacje drogi krzyżowej.
W świątyni znajdowały się obrazy, które przeniesione zostały do muzeum parafialnego:
- Boże Narodzenie;
- Matka Boża Różańcowa;
- Ukrzyżowanie;
- Ecce Homo;
- Święty Piotr;
- obrazy ex-voto, znajdujące się kiedyś koło niszy św. Antoniego;
- zabytkowy pulpit z przedstawieniem Wniebowzięcia;
- XVI-wieczny obraz z głównego ołtarza .

### Obraz tytularny
Pierwszy, po rozbudowie kaplicy, obraz został umieszczony w głównym ołtarzu w 1615. Był on wcześniej ulokowany jako obraz tytularny w głównym ołtarzu w Sanktuarium w Żabbar. Jest to obraz na płótnie, przedstawiający Matkę Bożą Łaskawą siedzącą na tronie, z Dzieciątkiem Jezus stojącym na jej na kolanach, trzymającym w ręku glob ziemski. Święty Paweł stoi po jej prawej stronie, zaś św. Leonard po lewej. W części obrazu poniżej św. Pawła widać młodego św. Jana Chrzciciela, zaś u stóp św. Leonarda - jego atrybut - kajdany niewolnicze. Obraz ten zdobił wnętrze kościoła do 1972, kiedy poddany został konserwacji i przeniesiony do muzeum parafialnego w Żabbar. Obraz jest autorstwa nieznanego malarza z XVI wieku, i jest dziś najstarszym namalowanym na płótnie zachowanym obrazem tytularnym na Malcie.
Na jego miejscu w 1974 umieszczony został nowy, w pełni tytularny, obraz przedstawiający Wniebowzięcie Matki Bożej. Jego autorem jest Raffael Bonnici Calì. Obraz przedstawia Madonnę w białej sukni przepasanej złotym pasem, i błękitnej mantylce, unoszoną do nieba przez dwa anioły. Poniżej obłoku, na którym stoi Maryja, trzeci anioł rozsypuje róże. 

## Kościół dzisiaj
Dziś w kościele codziennie, oprócz poniedziałku, odprawiane są msze święte. Prowadzona jest tu również katecheza.
W święto patronalne kościoła, 15 sierpnia, odprawiana jest o godzinie 7 rano msza święta. Achille Ferres notuje, że w XIX wieku, wierni uczestniczący w mszy w dniu święta, dostawali darmowy posiłek.  

## Ochrona dziedzictwa kulturowego
Budynek kościoła umieszczony jest na liście National Inventory of the Cultural Property of the Maltese Islands pod nr. 2073.